# Большая автокража
«Большая автокража» (англ. Grand Theft Auto) — кинофильм 1977 года, режиссёрский дебют актёра Рона Ховарда.

## Сюжет
Молодая пара, Сэм Фримен и Паула Пауэрс, захотели пожениться в Лас-Вегасе. Для поездки Паула крадёт Rolls-Royce своих родителей. За поимку угонщиков назначается награда в 25 000 долларов, и молодые люди вынуждены спасаться от погони.

## Съёмочная группа
- Режиссёр — Рон Ховард
- Оператор — Гэри Грейвер
- Сценарист — Рон Ховард, Рэнс Ховард
- Композитор — Питер Айверс
- Продюсер — Роджер Корман, Джон Дэвисон

## В главных ролях
| Актёр            | Роль                         |
| ---------------- | ---------------------------- |
| Рон Ховард       | Сэм Фримен                   |
| Нэнси Морган     | Паула Пауэрс                 |
| Элизабет Роджерс | Присцилла Пауэрс             |
| Рэнс Ховард      | частный детектив Нед Слинкер |